# Павлишин, Геннадий Дмитриевич
Геннадий Дмитриевич Павли́шин (р. 1938) — советский и российский художник, народный художник РСФСР (1985), живет и работает в Хабаровске. Почётный гражданин города Хабаровска (1993), Почётный гражданин Хабаровского края (2021).

## Биография
Родился 27 августа 1938 года в Хабаровске. С раннего детства увлекался рисованием. Первую свою настоящую картину «На Амуре» (холст, масло) написал в кружке юных художников при Дворце пионеров.
Окончил художественное училище во Владивостоке (1964). Пять лет работал в лаборатории этнографии ДВО АН СССР (Владивосток). Много ездил по Дальнему Востоку, изучая быт, нравы и культуру коренных народов, делая многочисленные рисунки, эскизы, наброски, на основе которых впоследствии создавались его картины. С 1965 года активно сотрудничал с Хабаровским книжным издательством. Его книги издавались в США, Греции, Франции, Японии и других странах. В последние годы работает по созданию мозаичных панно-икон для РПЦ.
Член СХ СССР с 1973 года.
Единственное интервью журналистам «Наш Леонардо да Винчи Архивная копия от 27 августа 2018 на Wayback Machine» художник дал в 2013 году для «Дебри-ДВ».

## Творчество[6]
- мозаичное панно «Поэма о Приамурье», совместно с Валерием Геннадьевичем Рюминым — художником-камнерезом (1979; Дом официальных приемов Правительства Хабаровского края, Хабаровск)
  - альбомы
- «Тигр»
- «Материальная культура чжурженей»
- «Навстречу времени. От Байкала до Амура»
- «В краю созидания»
- «Трасса…».

- нанайская сказка «Мэрген и его друзья»
- «Таежные родники»
- «Огненные листья»
- «Серебряный кубок» П. С. Комарова
- «Золотая Ригма» В. П. Сысоева
- Амурские сказки Д. Д. Нагишкина[7]

## Награды и премии
- орден Дружбы народов
- медаль «За строительство Байкало-Амурской магистрали» (1986)
- Государственная премия РСФСР имени Н. К. Крупской (1979) — за иллюстрации к сборнику Д. Д. Нагишкина «Амурские сказки»
- приз «Золотое яблоко» (1975; Братислава)
- Золотая медаль международной выставки книги (1977; Лейпциг)
- Серебряная медаль (Япония) — иллюстрации к книге Т. Кандзава «О, мой брат олень»
- Почётный гражданин Хабаровска (1993)
- Знак отличия Министерства Российской Федерации по развитию Дальнего Востока и Арктики «За заслуги в развитии Дальнего Востока»[8]
- Почётный гражданин Хабаровского края (26 августа 2021) — за исключительные заслуги перед Хабаровским краем в области культуры, деятельность, способствующую повышению авторитета Хабаровского края в Российской Федерации и за пределами Российской Федерации[9][10].